# 앙골라
앙골라 공화국(포르투갈어: República de Angola 헤푸블리카 드 앙골라[*]), 줄여서 앙골라(포르투갈어: Angola 앙골라[*])는 아프리카 남서부에 있는 국가이다.

## 지리적 위치
남쪽은 나미비아, 북쪽은 콩고 민주 공화국, 동쪽은 잠비아와 접한다. 서쪽은 대서양을 닿고 있다.

### 월경지
월경지인 카빈다는 콩고 민주 공화국과 콩고 공화국을 접한다.

## 경제
포르투갈의 식민지였던 앙골라는 원유와 다이아몬드 등의 자연 자원이 풍부한 나라다. 1996-2005년 기간 동안 연평균 8.5%의 경제 성장을 기록하였다. 또 현재 세계에서 2위로 빠르게 성장하는 나라이다.

## 행정 구역

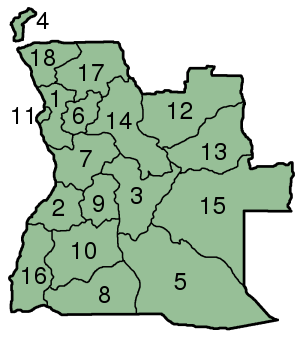
앙골라의 주

다음은 앙골라의 주이다.
1. 벵구주
2. 벵겔라주
3. 비에주
4. 카빈다주
5. 쿠안두쿠방구주
6. 쿠안자노르트 주
7. 쿠안자술주
8. 쿠네느주
9. 우암부주
10. 우일라 주
11. 루안다주
12. 룬다노르트주
13. 룬다술주
14. 말란즈주
15. 모시쿠주
16. 나미브주
17. 우이즈주
18. 자이르주

## 역사
과거 은동고 왕국이 존재했었다. 앙골라라는 현재 지명은 은동고 왕국의 왕을 지칭하는 응골라를 포르투갈 인들이 발음하면서 붙인 이름이라고 전해진다.
1975년, 포르투갈로부터 독립하였다. 1980년부터 1990년까지는 소비에트 연방의 원조를 받았다. 1991년 12월 26일에 소련의 해체와 1996년 소련군의 철수로 인해 경제적인 문제와 국방 문제가 크게 부각되었고, 국민들이 기아 상태에 놓여 있었다.
1990년대 중후반에 걸쳐 미국의 보호를 받는 "앙골라 완전 독립 민족 동맹(UNITA)"의 내전이 일어났다. 앙골라는 1992년 이전에는 '앙골라 인민 공화국'이었으나 1992년부터 '앙골라 공화국'으로 개칭되었다.

## 지리
면적은 1,246,700 km2이며 세계에서 23번째로 큰 나라다. 남쪽으로는 나미비아, 동쪽으로는 잠비아, 북쪽으로는 콩고 민주 공화국, 서쪽으로는 남 대서양을 접한다. 대서양의 연안에 있는 루안다는 앙골라의 수도이며 나라의 북쪽에 있다.

## 기후
지구의 적도 주변에 있기 때문에 건조 기후인 앙골라의 보통 기후는 매우 덥다. 바다에 가까워질수록 온도는 더 내려간다. 앙골라의 평균 여름 온도는 21°이며 겨울 온도는 16°이다.

## 사람과 언어
- 민족: 아프리카계 민족이 대부분
- 종교: 기독교가 대부분이고 인구의 53%(가톨릭교 38%, 개신교 15%)를 차지한다.
- 언어: 1995년 헌법에는 언어에 관한 어떤 조항도 없다. 포르투갈어가 사실상의 공용어 노릇을 한다. 전 국민의 40% 가량이 부분적이지만 프랑스어와 영어를 안다. 또한 카빈다(까빙다)에서는 대외적인 의사소통은 포르투갈어보다 프랑스어를 주로 사용한다.

앙골라는 포르투갈어 사용국 공동체(CPLP)의 일원이다.

## 인구

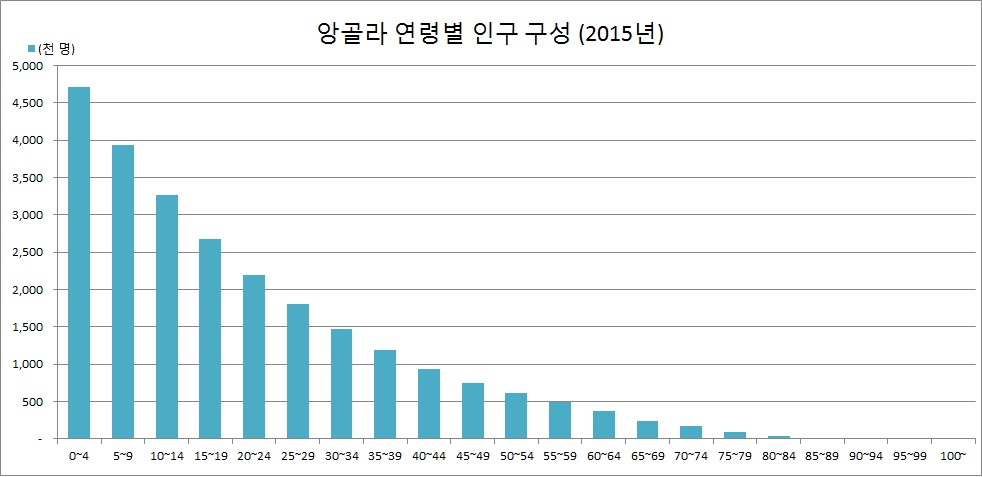
앙골라 연령별 인구 구조(2015)

앙골라의 총인구는 2015년 기준으로 25,021,974명이다. 인구증가율은 3.30%(2010~2015년)로, 1970년부터 매년 2%이상의 증가율을 기록하고있다. 인구밀도는 20.7명/km2이며 세계 평균인 56.5명/km2와 비교해 볼 때 낮은 수준이며 전체 인구의 44.1%(2015년)가 도시에 거주하고 있다. 중위연령은 16.1세이며 2015년 노인인구비율이 2.31% 로 매우 낮다.

## 스포츠
2006년 독일 월드컵에 사상최초로 본선진출을 하였던 나라이기도 하다. 2010년에는 아프리카 컵 오브 네이션스를 개최하게 되나 1라운드에서 탈락하였다. 마누슈는 앙골라 최초로 맨체스터 유나이티드 FC에 진출하는 쾌거를 누렸으나 리그컵 경기에서만 활약할 정도로 경기에서는 거의 활약하지 못했다.

## 대한관계
조선민주주의인민공화국과 1976년 단독수교하였다가 1993년에는 대한민국과도 수교하였다. 1988년 당시 미수교국이었던 대한민국에서 개최된 서울 올림픽에는 IOC 회원국 자격으로 참가하였다. 수교 이후 1993년 대전직할시와 2012년 여수에서 열렸던 세계박람회에도 참가하였으며 대한민국은 1995년 평화유지군 자격으로 앙골라 현지에 참가하였던 적이 있다.

## 공휴일
앙골라는 주목할 만한 휴일이 13개 있다.
- 1월 1일: 새해
- 1월 4일: 독립 기념일
- 1월 25일: 루안다의 날
- 2월 4일: 무장 투쟁의 날
- 3월 8일: 국제 여성의 날
- 4월 4일: 평화의 날
- 5월 1일: 노동의 날
- 5월 25일: 아프리카의 날
- 6월 1일: 국제 어린이 날
- 9월 17일: 아고스티뉴 네투의 날 (국가 영웅의 날)
- 11월 2일: 죽은 사람의 날
- 12월 25일: 크리스마스
- 12월 31일: 새해 이브